# Абрест
Абре́ст (фр. Abrest) — коммуна во Франции, находится в регионе Овернь. Департамент коммуны — Алье. Входит в состав кантона Южный Кюссе. Округ коммуны — Виши.
Код INSEE коммуны — 03001.

## Население
Население коммуны на 2008 год составляло 2659 человек.
| 1962 | 1968 | 1975 | 1982 | 1990 | 1999 | 2008 |
| ---- | ---- | ---- | ---- | ---- | ---- | ---- |
| 1874 | 2026 | 2248 | 2309 | 2544 | 2419 | 2659 |

## Экономика
В 2007 году среди 1648 человек в трудоспособном возрасте (15—64 лет) 1153 были экономически активными, 495 — неактивными (показатель активности — 70,0 %, в 1999 году было 70,2 %). Из 1153 активных работали 1045 человек (571 мужчина и 474 женщины), безработных было 108 (65 мужчин и 43 женщины). Среди 495 неактивных 132 человека были учениками или студентами, 177 — пенсионерами, 186 были неактивными по другим причинам.

## Достопримечательности
- Готическая церковь, почти полностью восстановленная в XIX веке
- Замок Шоссен (XV век)
- Замок Кенса (XVII век)
- Средневековая башня Мобе. Упоминается с XIII века

## Фотогалерея

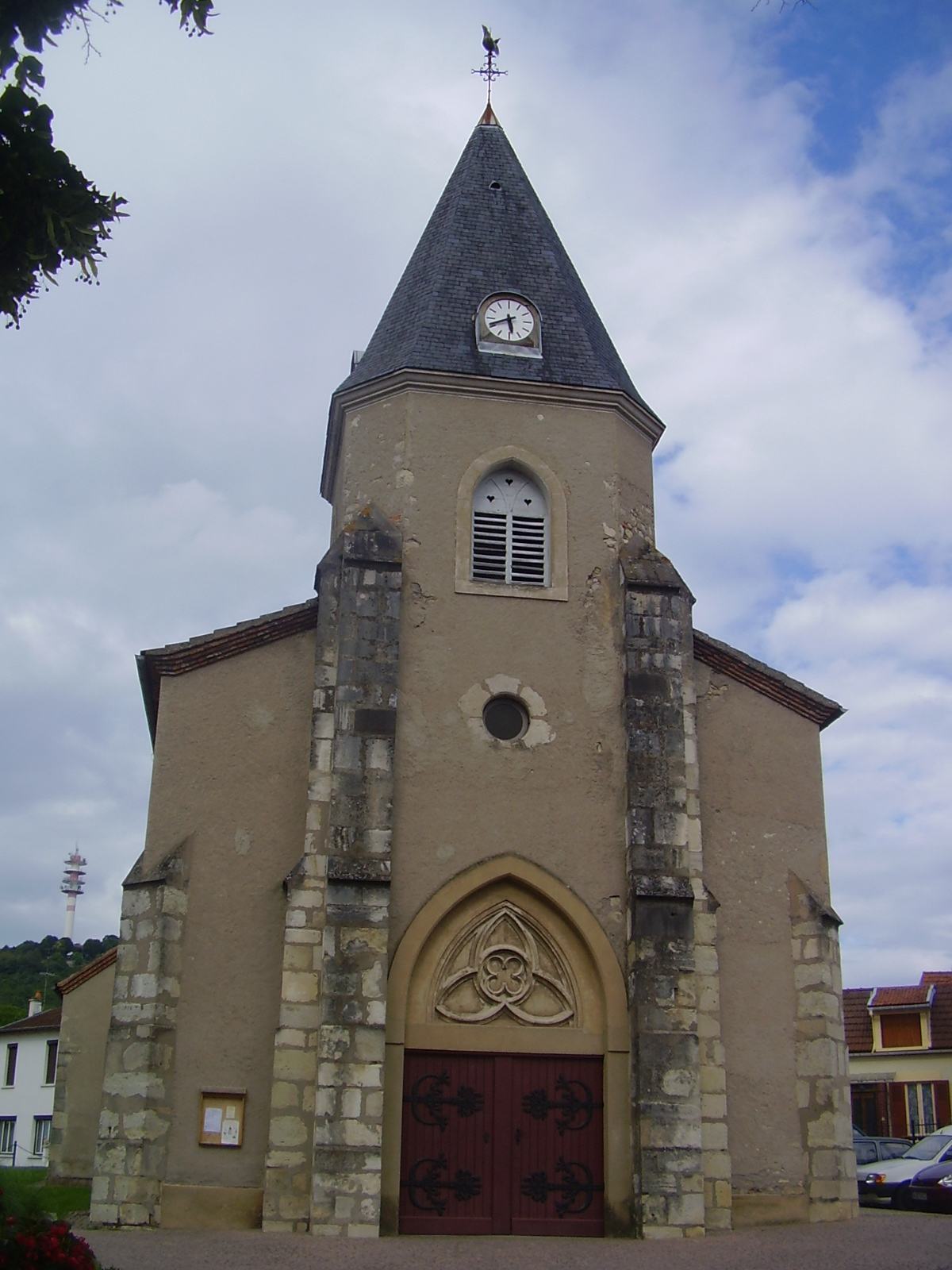
Церковь
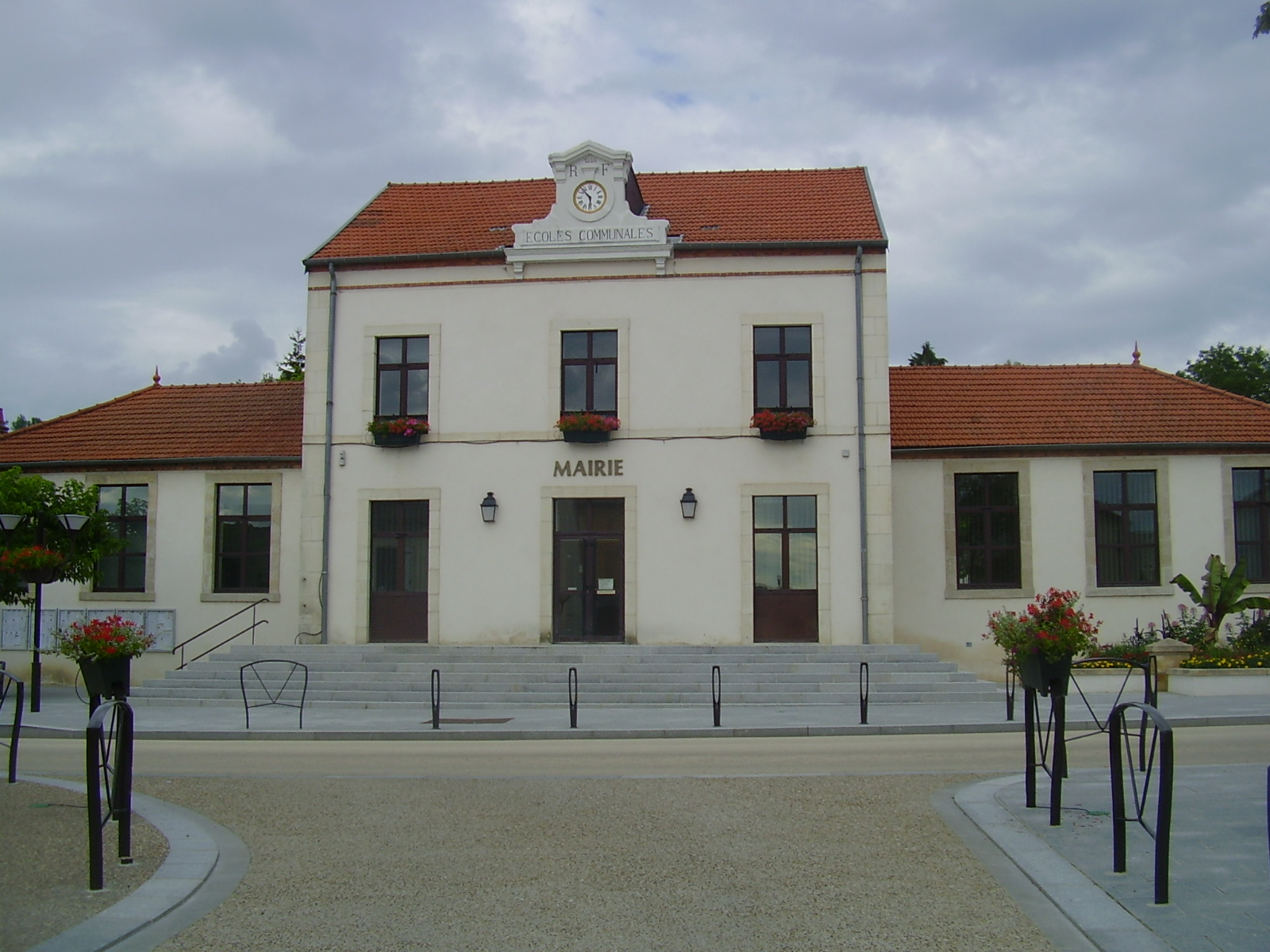
Мэрия
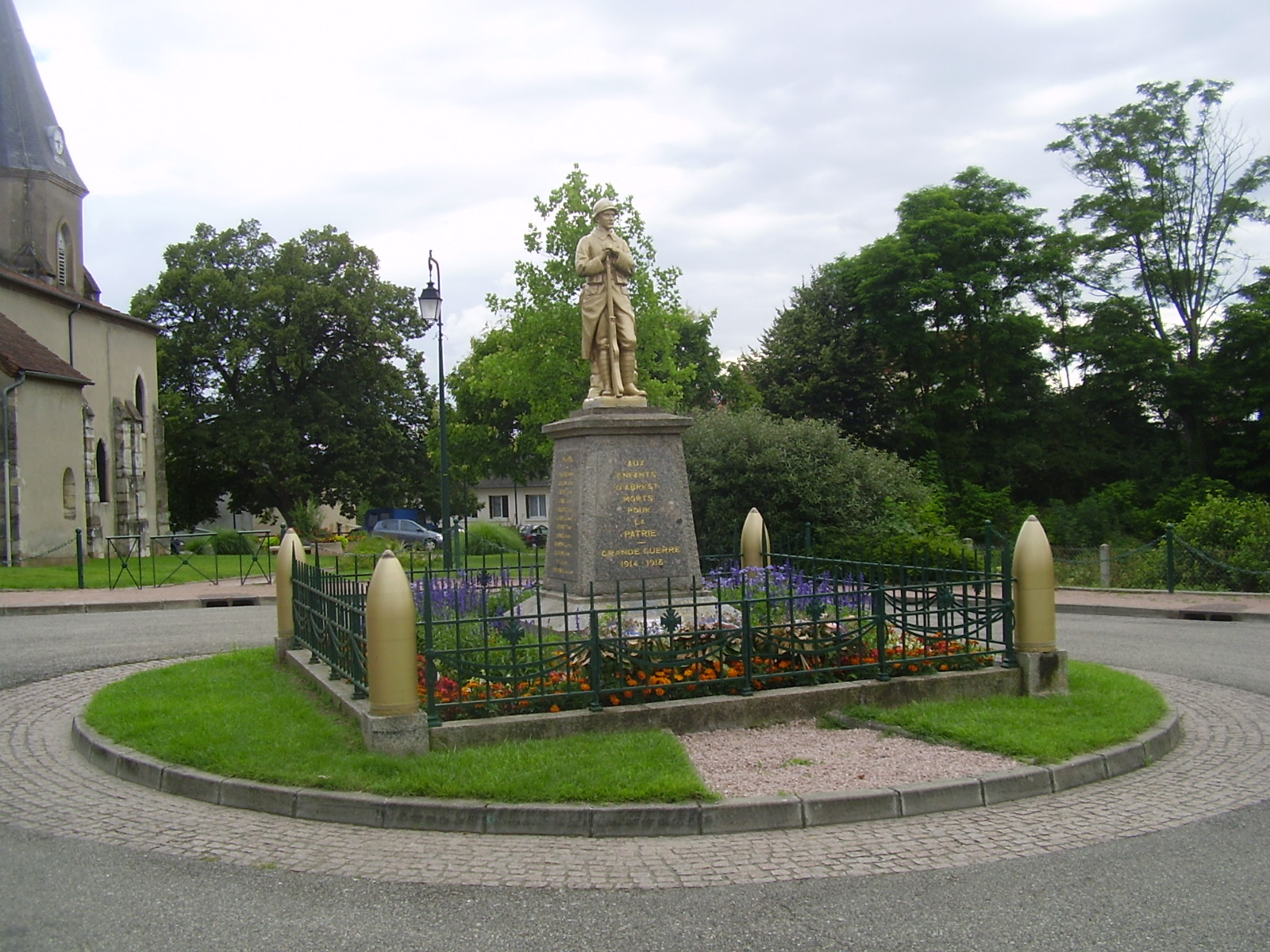
Военный мемориал
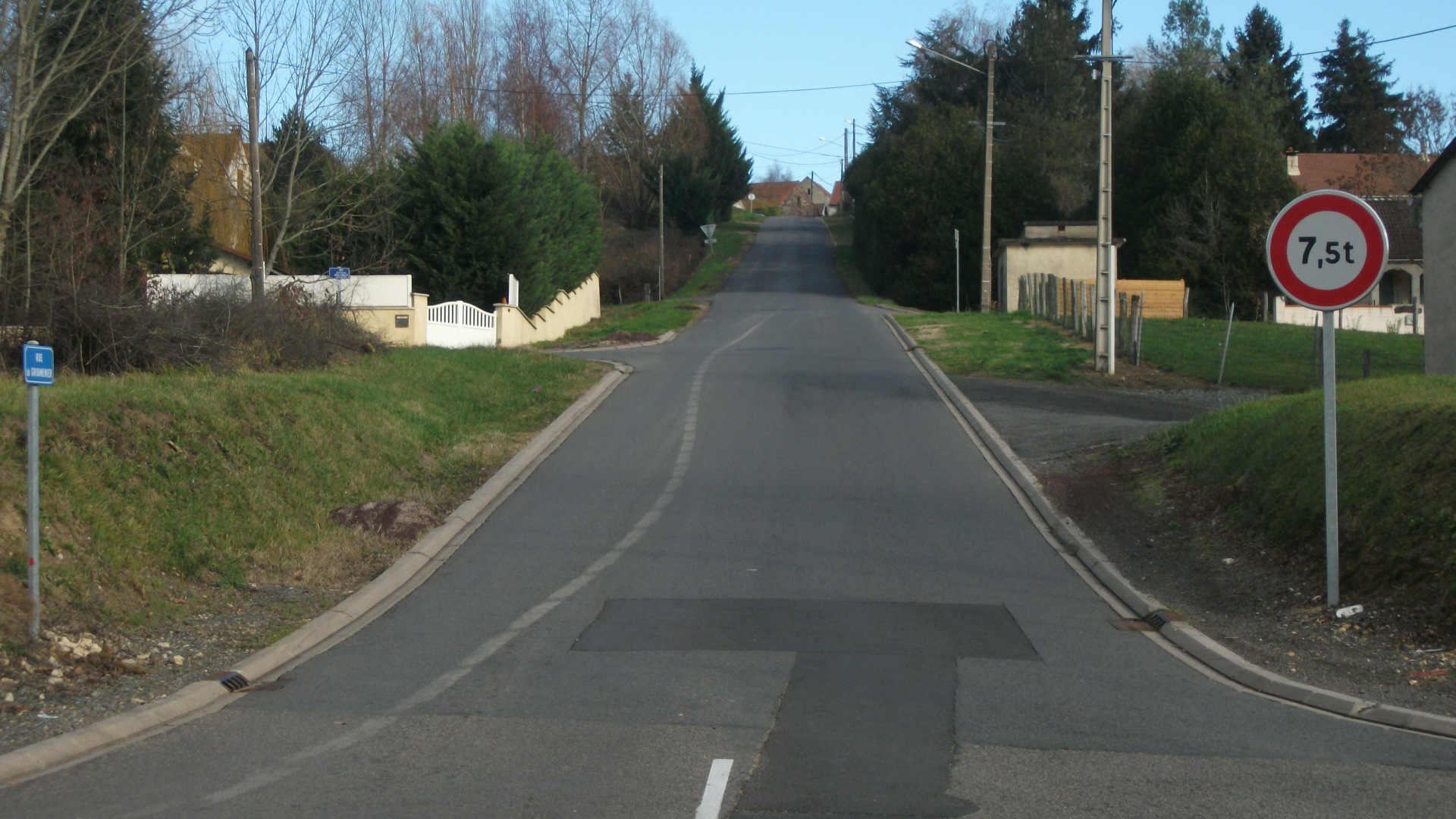
Улица Груменье